# Paroppia lebruni
Paroppia lebruni är en kvalsterart som beskrevs av Hammer 1968. Paroppia lebruni ingår i släktet Paroppia och familjen Oppiidae. Inga underarter finns listade i Catalogue of Life.